# تشعب (يافع)

تعديل مصدري - تعديل

تشعب هي إحدى قرى عزلة لبعوس بمديرية يافع التابعة لمحافظة لحج، بلغ تعداد سكانها 562 نسمة حسب تعداد اليمن لعام 2004.